# Szártosi fatemplom
A szártosi fatemplom műemlék Romániában, Fehér megyében. A romániai műemlékek jegyzékében az AB-II-m-B-00313 sorszámon szerepel.